# Cosmia diffusa
Cosmia diffusa là một loài bướm đêm trong họ Noctuidae.